# 10 pluviôse
10 nivôse 10 ventôse
Le décadi 10 pluviôse, officiellement dénommé jour de la cognée, est le 130e jour de l'année du calendrier républicain.
C'était généralement le 29e jour du mois de janvier dans le calendrier grégorien.